# Kommissbrot

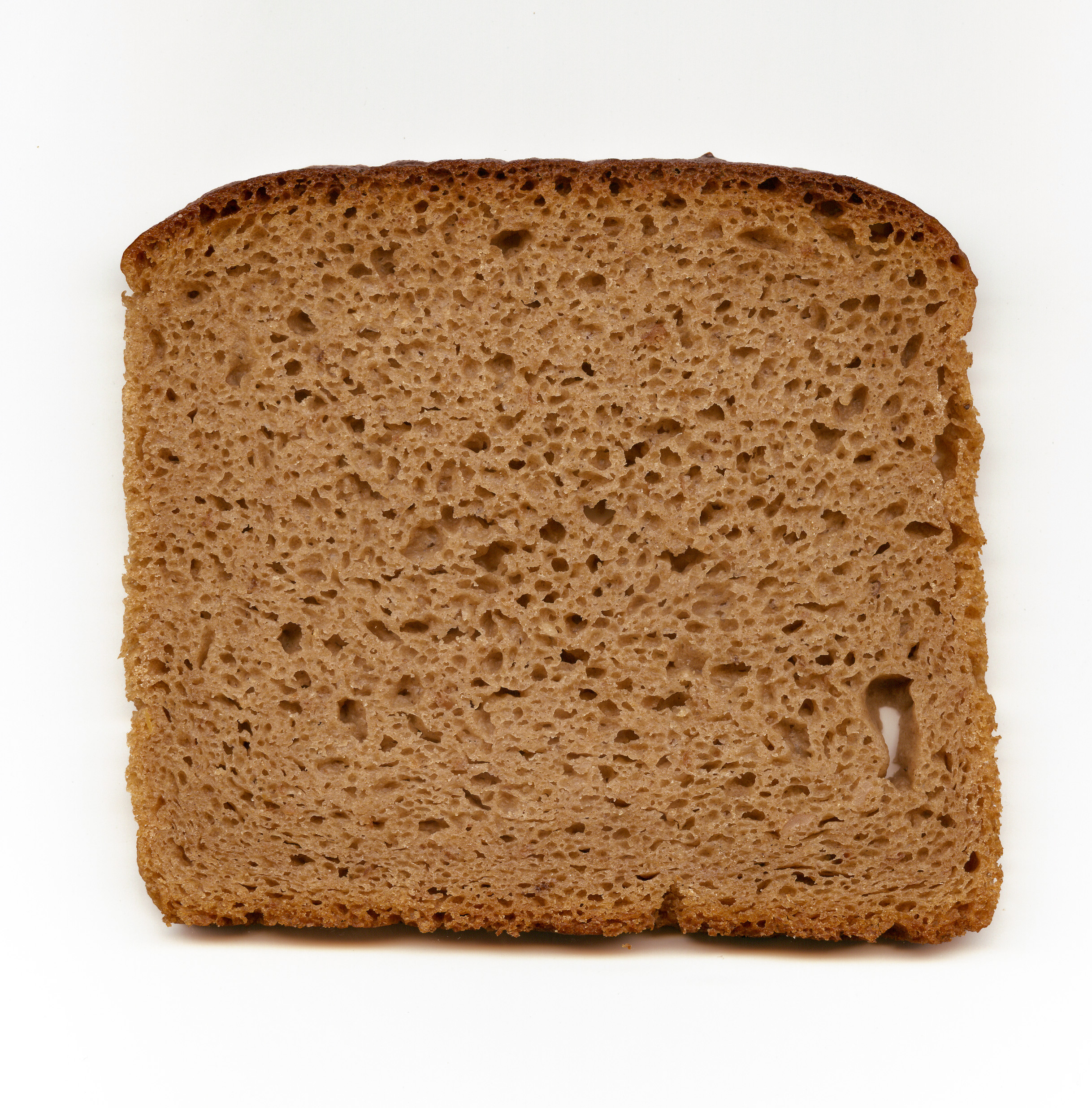
Eine Scheibe Kommissbrot

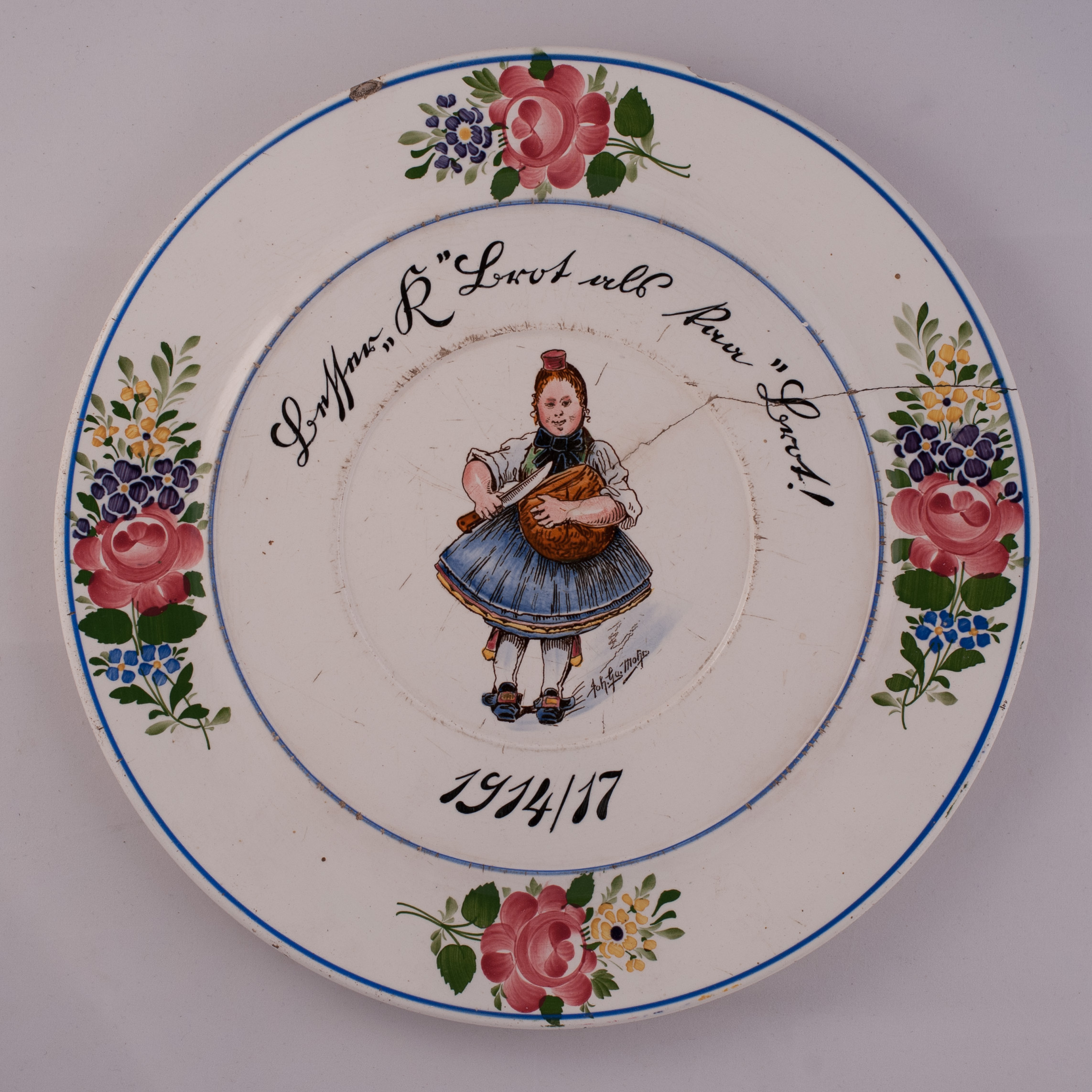
Teller aus dem Ersten Weltkrieg mit der Aufschrift „Besser ‚K‘ Brot als kaa Brot!“

Kommissbrot (ab dem 16. Jahrhundert von Kommiss, im Volksmund allgemein und im umfassenden Sinne Militärdienst oder Wehrdienst) ist ein einfaches, haltbares Brot zur Versorgung von Soldaten.

## Ursprung und historischer Gebrauch
Die Bezeichnung Kommissbrot (nach alter Rechtschreibung Kommißbrot) findet im deutschsprachigen Raum unter anderem bereits im Jahre 1552 in einem Schriftstück zu Straßburg Erwähnung. Hier ist nachzulesen, dass 12 000 „Commissbrote“ in das Heer-Lager des Königs von Frankreich geliefert wurden. In Weiterem ist bei Adam Junghans, in der „Kriegs-Ordnung zu Wasser und zu Land“ aus dem Jahre 1589 dokumentiert: „… die Knechte haben … Commiß-Brodt, Wein-Bier, Fleisch … und dergleichen bekommen.“
Der Gebrauch von Kommiss als Bestandteil zusammengesetzter Substantive verbreitete sich im Dreißigjährigen Krieg (1618–1648). Hier gehörten die „Kommissmetzger“ zum Heeres-Tross, und unter „Kommiss-Ordnung“ verstand man das militärische Verpflegungswesen allgemein und im umfassenden Sinne.
Kommissbrot war mit großer Wahrscheinlichkeit ursprünglich ein Brot, dessen Herstellung den Bäckereien vor Ort, in der Nähe der Heerlager auferlegt wurde, da die Heere selbst noch nicht über eigene Feldbäckereien verfügten. Der Begriff hat sich mit der Einführung von Feldbäckereien erhalten und wurde eher noch verstärkt, wie die Bezeichnung „Kommissbrotbäckerei“ als Synonym für Heeresbäckerei durchaus belegt.

## Beschreibung und Herstellung
Seit dem Ersten Weltkrieg ist Kommissbrot in der Regel ein Vollkornbrot aus Roggen und Weizen mit Sauerteig und Hefe und wird in Tagesrationen für ein oder zwei Mann von 750 oder 1500 Gramm als „angeschobenes“ Brot gebacken, das heißt, die Brotlaibe liegen so dicht im Ofen, dass sie einander berühren und nur auf der Oberseite eine Kruste bilden; daraus ergibt sich die Kastenform des Brotes. Die Form des Brotes erlaubt die optimale Ausnutzung des Ofens sowie platzsparende Lagerung und Transport. Beim Aufschneiden haben alle Scheiben dieselbe Größe, was die Portionierung vereinfacht.
Das Kommissbrot wurde nach Einführung stehender Heere nur noch in Heeresbäckereien und Feldbäckereien hergestellt, seit dem Ersten Weltkrieg auch auf Vorrat in Brotfabriken, teils als Konserve in Dosen gebacken. Bei knapper Versorgungslage soll das Getreide gelegentlich mit Sägemehl gestreckt worden sein.
Durch die Notsituationen während der beiden Weltkriege erlangte Kommissbrot über das Militär hinaus Bekanntheit und gehört seitdem zum Angebot ziviler Bäckereien, meist jedoch nicht als Vollkornbrot, sondern als dunkles, kompaktes Mischbrot mit weicher Krume und kaum ausgeprägter Kruste.

## Rezeption
Das Kommissbrot fand über ein abgewandeltes Zitat aus Schillers Wallenstein als Merkspruch zum unregelmäßigen Imperativ des Verbs esse Eingang in den Lateinunterricht: „Contenti estote mit dem Kommissbrote.“
Wegen seiner an dieses Brot erinnernden Karosserieform erhielt der Kleinwagen Hanomag 2/10 PS in den 1920er Jahren den Spitznamen „Kommissbrot“. Auch die Triebwagen DR 751 bis 754 der Deutschen Werke Kiel erhielten diesen Beinamen.